# Nomenclàtor d'Andorra
El Nomenclàtor d'Andorra és un recull de topònims d'Andorra aprovat el 13 d'octubre de 2010, i publicat al Butlletí Oficial del Principat d'Andorra el 20 d'octubre. Es van recollir un total de 4.237 topònims del territori andorrà, que la comissió de Toponímia d'Andorra actualitzà a partir del llibre “Geografia i diccionari geogràfic d'Andorra” que estava vigent des de 1977 (edició del Consell General).